# 净室

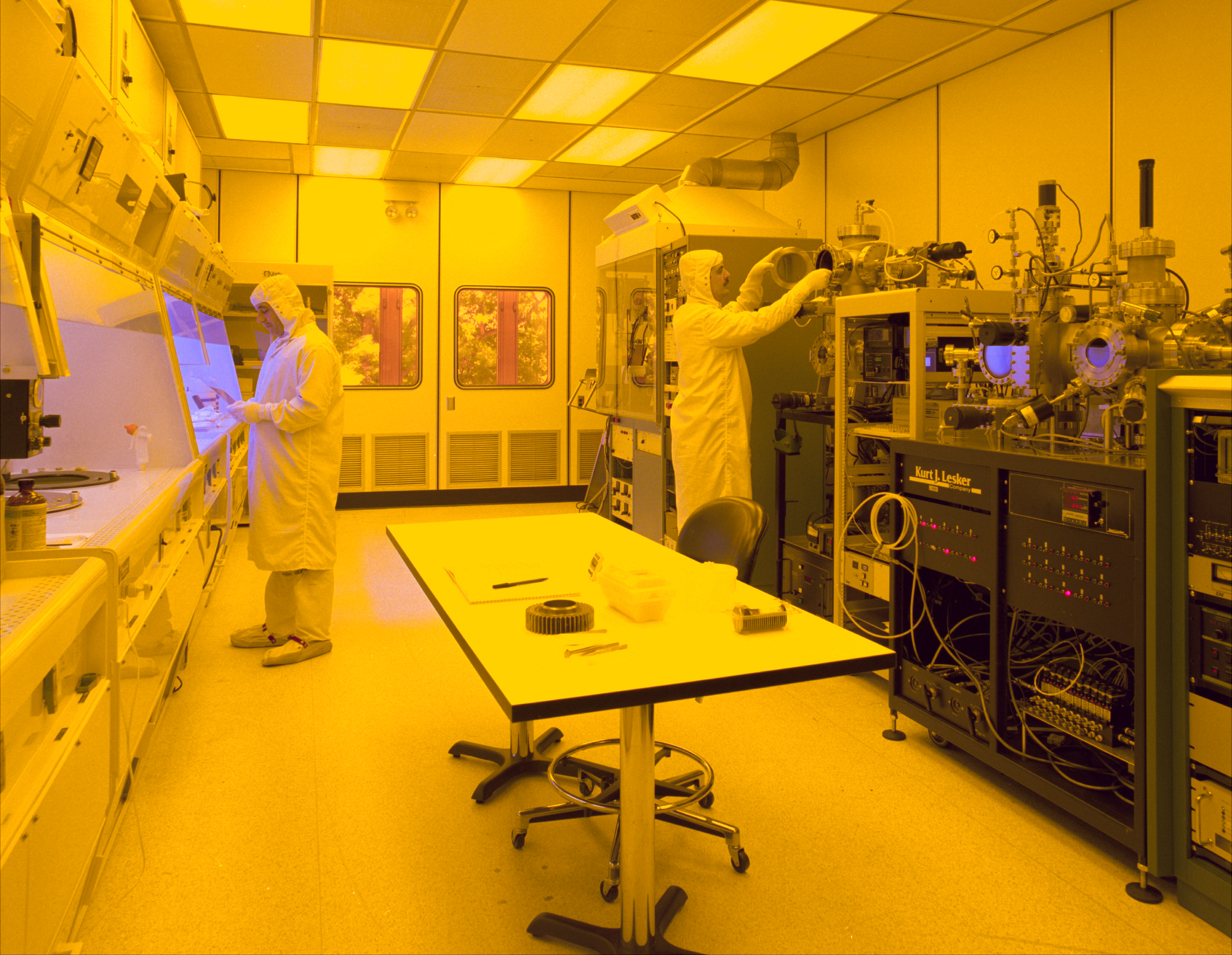
NASA的淨室

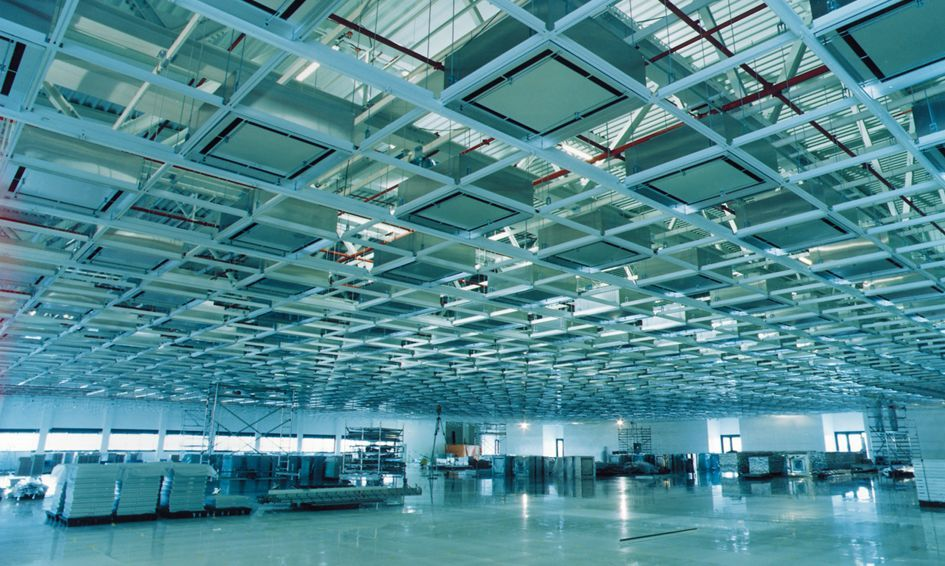
建設中的微電子生產用無塵室

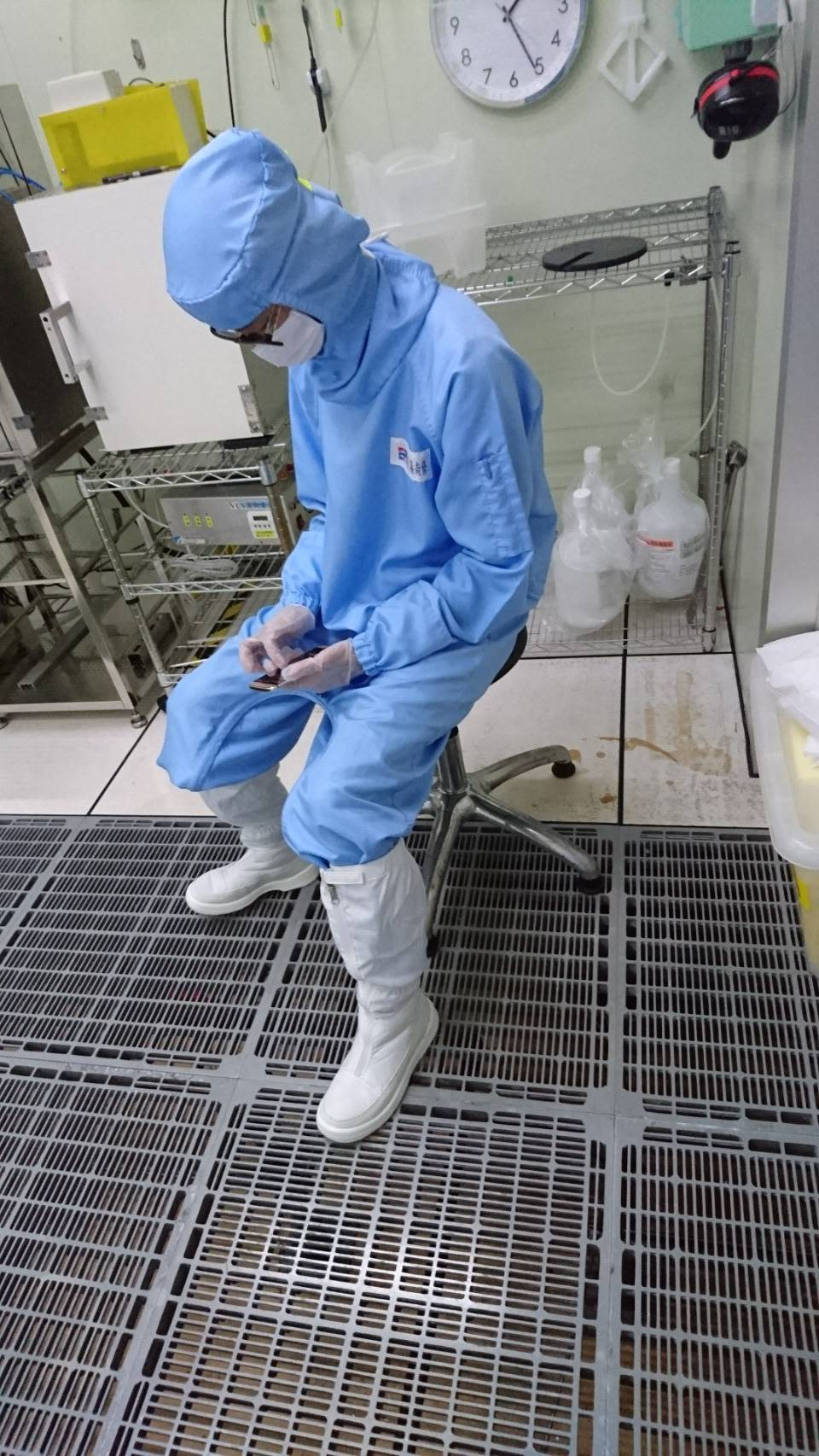
全套的無塵室服裝

，又稱淨室、超净间、潔淨室或清淨室，是指一个具有低污染水平的环境，這裡所指的污染來源有灰尘、空气传播的微生物、悬浮颗粒和化学挥发性气体。更准确地讲，一个净室具有一个受控的污染级别，污染级别可用每立方米的颗粒数，或者用最大颗粒大小来厘定的。低级別的净室通常是没有经过消毒的（如没有受控的微生物），更在意的是無塵室中的灰尘。
淨室的定義為：將空間範圍內之空氣中的微塵粒子等污染物排除，而得到一個相當潔淨的環境。亦即：這個環境中的微塵粒子相當少，稱之為無塵室。净室被廣泛地應用在對環境污染特別敏感的行業，例如半導體生產、生化技術、生物技術、精密機械、製藥、和醫院内的手術室等行業等，其中以半導體業其對室內之溫濕度、潔淨度要求尤其嚴格、故其必需控制在某一個需求範圍內，才不會對製程產生影響。作為生產設施，净室可以佔據廠房很多位置。

## 净室系統
净室系統，製造符合規格之潔淨空氣，連續且穩定供給足夠之潔淨空氣於使用端，無塵室內的製造區（FAB）。一般而言，製造潔淨空氣之氣源為外氣（OUTSIDE AIR），經過净室系統各種處理單元設備之處理後進而得到符合規格之潔淨空氣。以下簡單介紹其處理流程：外氣經由外氣空調箱（Make-up Air Unit或MAU）初步過濾微塵（particle）並控制其溫溼度後，經由回風管道間（Mech. Chase），將净室之循環風量與外氣空調箱之補充風量混合，經由冷卻盤管（Dry Cooling Coil）將回風管道間之回風降溫至净室要求之規格，透過循環風扇（Fan Filter Unit或FFU）帶動净室的氣流循環帶走微塵及熱量，最後經過超高性能過濾網（Ultra-low penetration air或ULPA Filter）過濾後，供應至Fab區。

### 無塵室空調的特性
1. 溫溼度要求比一般空調高
  - 一般空調要求在18°C~26 °C之間，相對溼度則在40%~65%之間；無塵室空調必須控制在22°C~24 °C之間，相對溼度則在45%~55%。
2. 恆溫恆溼控制
  - 由於半導體製程對溫溼度變化的大小極為敏感，故在無塵室大部分區域必須控制在± 1°C及± 3%之內。
3. 所需的外氣較多
  - 由於半導體工廠中，製程系統需使用大量的化學品和毒氣，這些化學品和毒氣所產生的揮發氣體和廢氣必須予以全數排除，故排氣量相當大，為維持無塵室壓力比外面的大氣壓力大，此時所補充的空氣量亦隨之增加。
4. 空調系統24小時全天運轉並監控管理
  - 半導體工廠部分製程設備，對溫溼度變化極為敏感，如黃光區Stepper光學機台，些微的溫、溼度變化均會使設備的準度偏差，另外晶片等產品也必須置放在定溫定溼的環境下，故空調系統必須24小時監控管理之。
5. 半導體廠無塵室室內壓力大小
  - 半導體廠無塵室室內壓力必須比室外高些許，除了為避免室外的溫、溼度、微粒影響無塵室生產區的環境條件外，並可延長無塵室ULPAfilter的壽命，但不能無條件增加，如此將使向外逸散的潔淨空氣增加而增加運轉成本。
6. 氣流分佈須均勻
  - 無塵室空調為帶走無塵室內所產生的微塵粒子以維持潔淨度故除了氣流速度須達到一定之要求標準外，氣流的流線形狀也必須依不同的無塵室等級加以適當的控制。

## 無塵室空气流动规则
|  |  |

## 淨室分類
列表描述了在各級別淨室所需達到的每立方英呎（美國標準）或每立方米（ISO標準）最高可容許粒子數目：

### 美國聯邦淨室209D標準
| 每立方英呎粒子數; |        |        |        |         |        |       |
| 級別              | 0.1 µm | 0.2 µm | 0.3 µm | 0.5 µm  | 1 µm   | 5 µm  |
| 1                 | 35     | 7      | 3      | 1       |        |       |
| 10                | 350    | 75     | 30     | 10      | 1      |       |
| 100               | 3500   | 750    | 300    | 100     | 10     | 1     |
| 1,000             |        |        |        | 1,000   | 100    | 7     |
| 10,000            |        |        |        | 10,000  | 1,000  | 100   |
| 100,000           |        |        |        | 100,000 | 10,000 | 1,000 |

備註:此標準已於2001年11月29日取消
參考: https://web.archive.org/web/20060208191024/http://www.iest.org/publctns/fedstd209.htm

### ISO 14644-1淨室標準

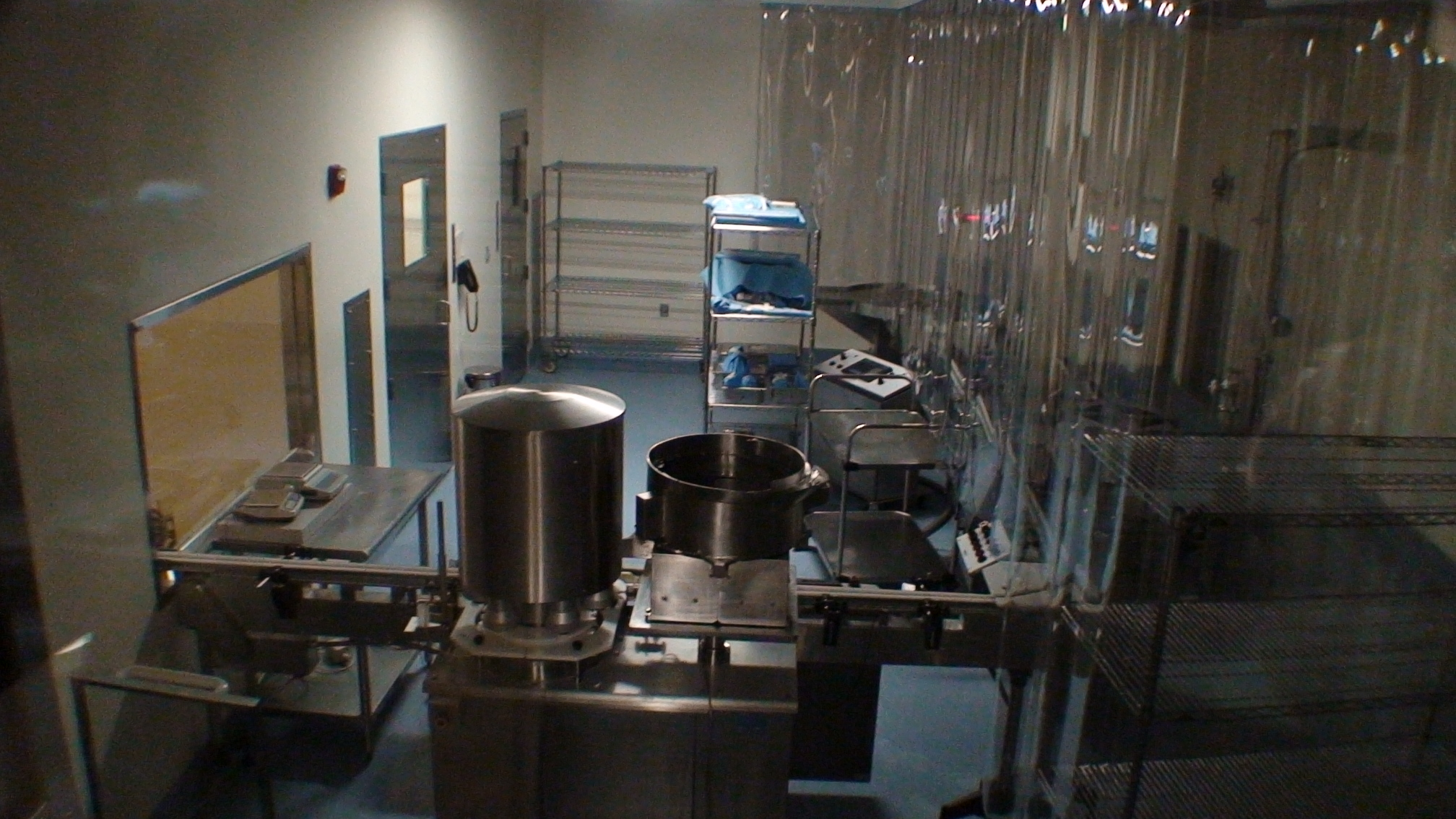
較低標準的飲料業淨室

| 每立方米粒子數; |           |         |         |            |           |         |
| 級別            | 0.1 µm    | 0.2 µm  | 0.3 µm  | 0.5 µm     | 1 µm      | 5 µm    |
| ISO 1           | 10        | 2       |         |            |           |         |
| ISO 2           | 100       | 24      | 10      | 4          |           |         |
| ISO 3           | 1,000     | 237     | 102     | 35         | 8         |         |
| ISO 4           | 10,000    | 2,370   | 1,020   | 352        | 83        |         |
| ISO 5           | 100,000   | 23,700  | 10,200  | 3,520      | 832       | 29      |
| ISO 6           | 1,000,000 | 237,000 | 102,000 | 35,200     | 8,320     | 293     |
| ISO 7           |           |         |         | 352,000    | 83,200    | 2,930   |
| ISO 8           |           |         |         | 3,520,000  | 832,000   | 29,300  |
| ISO 9           |           |         |         | 35,200,000 | 8,320,000 | 293,000 |

### 淨室標準比較表
| ISO 14644-1 | 美國聯邦標準209E 每立方呎顆粒數 |
| ISO 3       | 1                               |
| ISO 4       | 10                              |
| ISO 5       | 100                             |
| ISO 6       | 1,000                           |
| ISO 7       | 10,000                          |
| ISO 8       | 100,000                         |

## 作為軟件工程的術語
净室也是應用在软件工程中的一个术语。
- 軟件工程涉及非常精準的功能設計，操作過程通過組員間的仔細審核，正如製造半導體晶片的凈室一樣，這個程序確保軟件的潛在問題得以儘早發現及修正。
- 在軟件的開發過程中，有時會動用多組獨立團隊進行功能驗證，團隊間的書面通訊一般由律師審閱，以防止侵犯版權行為，這種操作亦頗類似净室環境。